# Xyris rhodolepis
Xyris rhodolepis là một loài thực vật hạt kín trong họ Hoàng đầu. Loài này được (Malme) Lock miêu tả khoa học đầu tiên năm 1998.